# Palazzo della Rinascente (Cagliari)
Il Palazzo della Rinascente è un edificio storico di Cagliari situato in Via Roma al civico 143.

## Storia
I lavori di costruzione dell'edificio, progettato dall'architetto Federico Rampazzi, iniziarono nel 1925 e vennero ultimati nel 1930. Nel 1938 la filiale s'ingrandì andando anche a occupare spazi precedentemente affittati, fatta eccezione per quelli dell'Hotel Miramare al sesto piano e del Supercinema al piano terreno. Questi cessarono le loro attività negli anni 1960.

## Descrizione
L'edificio presenta uno stile neomanierista. Le facciate sono verticalmente scandite da paraste, mentre sopra al cornicione, in corrispondenza delle tre aperture principali, è collocato un timpano.

## Galleria d'immagini

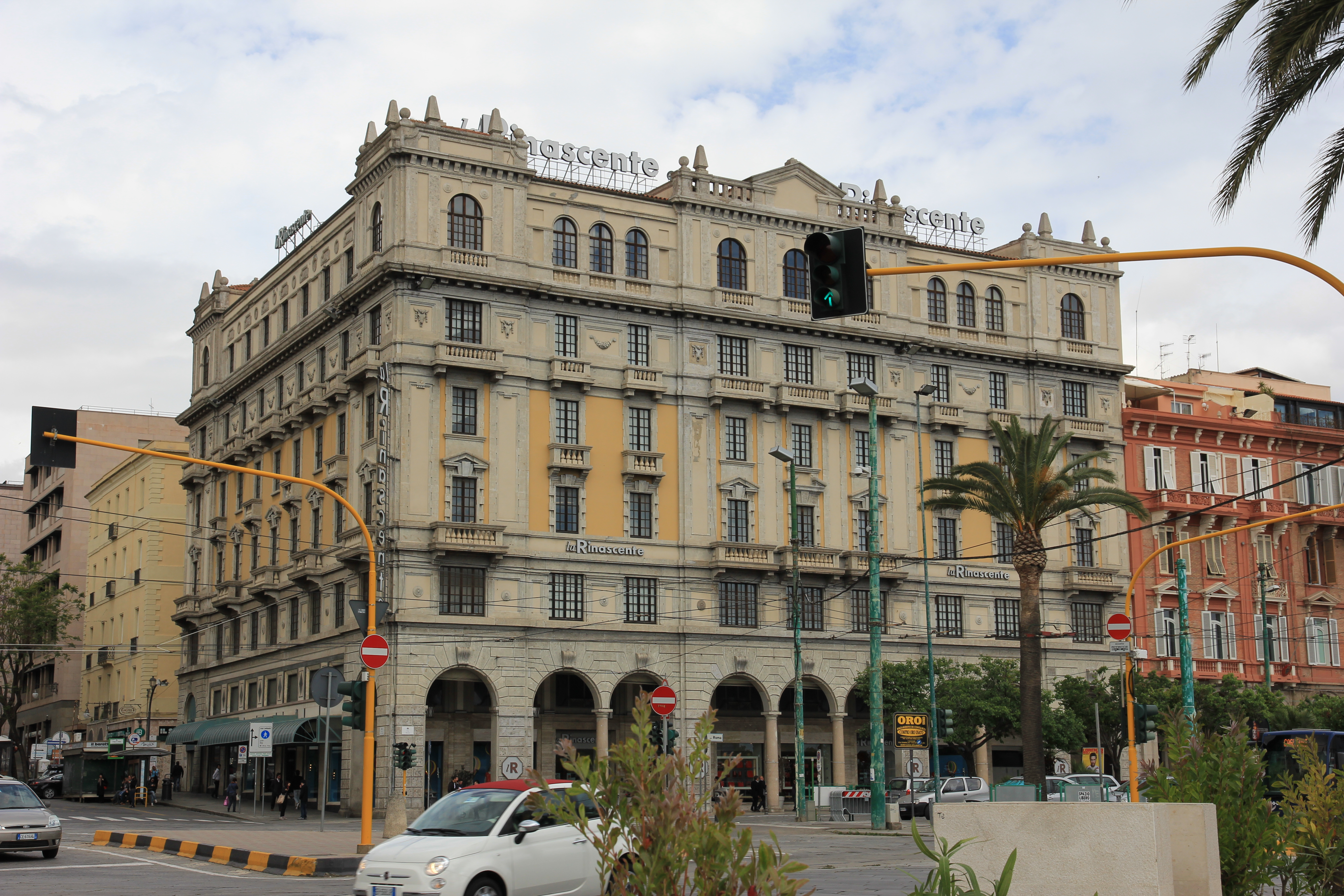
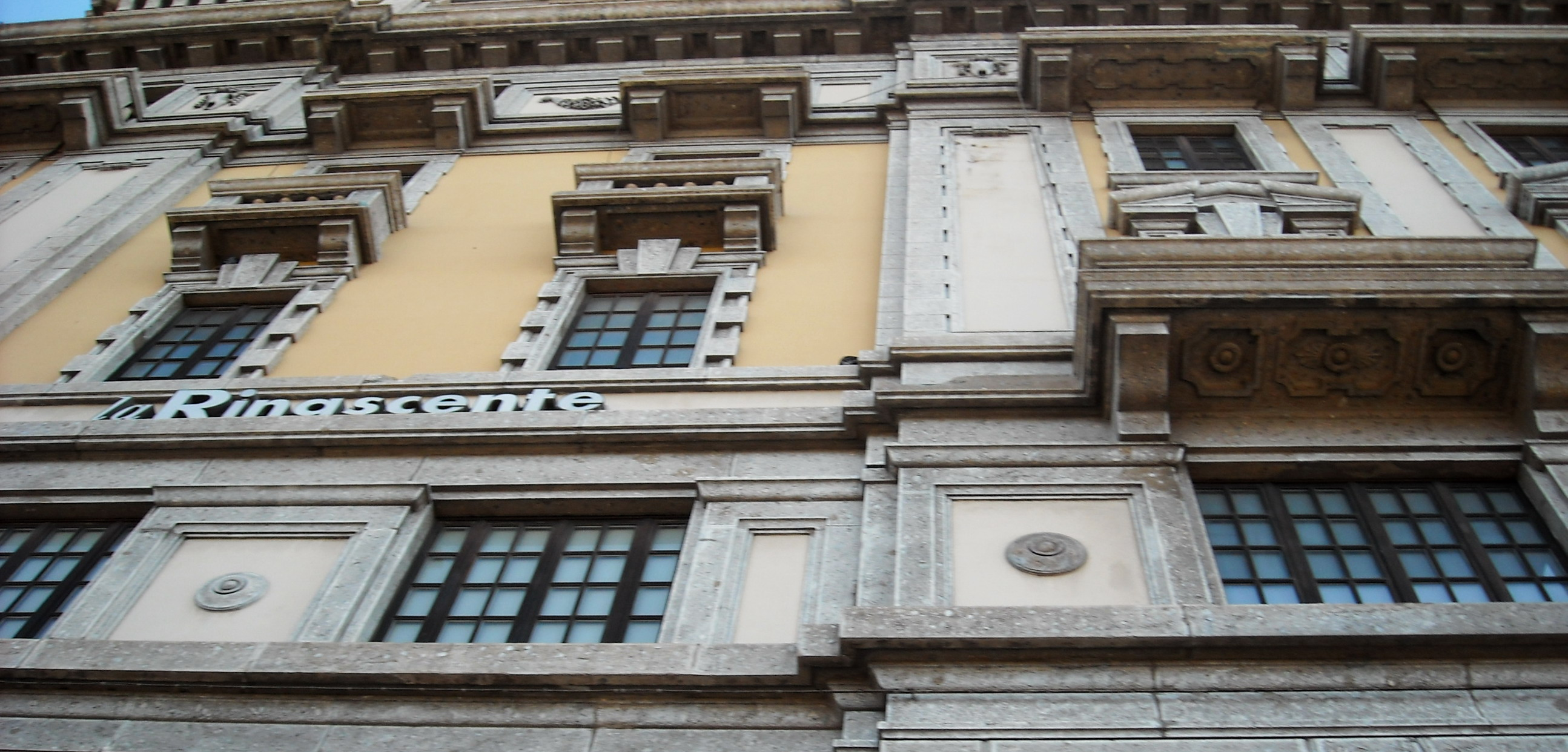
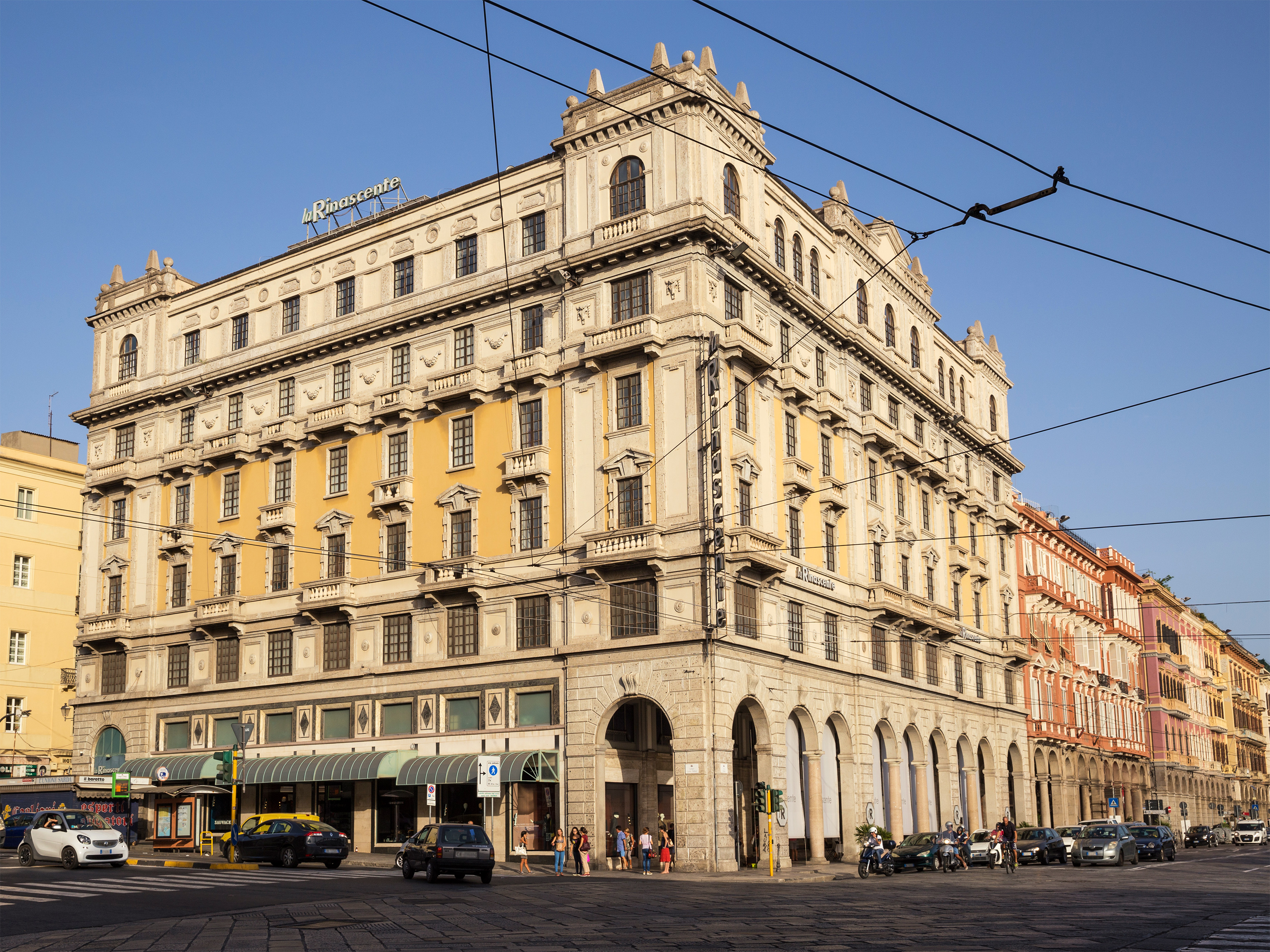